# Joanne Catherall
 (septembre 2024).
La mise en forme du texte ne suit pas les recommandations de Wikipédia : il faut le « wikifier ».
Les points d'amélioration suivants sont les cas les plus fréquents. Le détail des points à revoir est peut-être précisé sur la page de discussion.
- Les titres sont pré-formatés par le logiciel. Ils ne sont ni en capitales, ni en gras.
- Le texte ne doit pas être écrit en capitales (les noms de famille non plus), ni en gras, ni en italique, ni en « petit »…
- Le gras n'est utilisé que pour surligner le titre de l'article dans l'introduction, une seule fois.
- L'italique est rarement utilisé : mots en langue étrangère, titres d'œuvres, noms de bateaux, etc.
- Les citations ne sont pas en italique mais en corps de texte normal. Elles sont entourées par des guillemets français : « et ».
- Les listes à puces sont à éviter, des paragraphes rédigés étant largement préférés. Les tableaux sont à réserver à la présentation de données structurées (résultats, etc.).
- Les appels de note de bas de page (petits chiffres en exposant, introduits par l'outil «  Source ») sont à placer entre la fin de phrase et le point final[comme ça].
- Les liens internes (vers d'autres articles de Wikipédia) sont à choisir avec parcimonie. Créez des liens vers des articles approfondissant le sujet. Les termes génériques sans rapport avec le sujet sont à éviter, ainsi que les répétitions de liens vers un même terme.
- Les liens externes sont à placer uniquement dans une section « Liens externes », à la fin de l'article. Ces liens sont à choisir avec parcimonie suivant les règles définies. Si un lien sert de source à l'article, son insertion dans le texte est à faire par les notes de bas de page.
- La présentation des références doit suivre les conventions bibliographiques. Il est recommandé d'utiliser les modèles {{Ouvrage}}, {{Chapitre}}, {{Article}}, {{Lien web}} et/ou {{Bibliographie}}. Le mode d'édition visuel peut mettre en forme automatiquement les références.
- Insérer une infobox (cadre d'informations à droite) n'est pas obligatoire pour parachever la mise en page.

Pour une aide détaillée, merci de consulter Aide:Wikification.
Si vous pensez que ces points ont été résolus, vous pouvez retirer ce bandeau et améliorer la mise en forme d'un autre article.
Joanne Catherall (née le 18 septembre 1962) est une chanteuse anglaise membre du groupe de synth-pop anglais The Human League.
En 1980, alors que Catherall vient d'avoir 18 ans et est encore à l'école pour passer ses examens de niveau A, elle et sa meilleure amie Susan Ann Sulley sont découvertes dans la discothèque Crazy Daisy (en) de Sheffield par Philip Oakey (en), chanteur principal et membre fondateur de Human League. Sur son invitation, le duo rejoint Oakey, qui reforme alors le groupe à la suite du départ acrimonieux de deux autres membres fondateurs. Il s'ensuit un succès commercial.
Catherall reste dans le groupe, qui continue de se produire aujourd'hui, et en est une partenaire commerciale (avec Oakey et Sulley).

## Sheffield 1980 et "The Crazy Daisy"
Human League s'est récemment séparé en raison de différences créatives, ne laissant que deux des quatre membres originaux, Oakey et Adrian Wright (en). Le problème est que Human League a signé un contrat pour une tournée européenne débutant une semaine plus tard. Déjà endetté envers Virgin Records, Oakey devait recruter de nouveaux membres en quelques jours pour assurer la tournée ou être poursuivi en justice par ses promoteurs, faire faillite et voir la fin du groupe.[réf. nécessaire]
Oakey se rend à Sheffield un soir pour rechercher une choriste, nécessaire pour remplacer les chœurs aigus de Martyn Ware (en) .[réf. nécessaire] Il a immédiatement remarqué Catherall et Sulley dansant ensemble au Crazy Daisy et déclare ultérieurement qu'elles se démarquaient de toutes les autres filles du club en raison de leur style vestimentaire unique, de leur maquillage impeccable et de leurs mouvements de danse idiosyncratiques mais sophistiqués.[réf. nécessaire]  Sans préambule, Oakey leur a demandé de se joindre à la tournée en tant que danseuses et chanteuses occasionnelles.[réf. nécessaire]
Catherall déclare maintenant qu'elle savait que c'était une offre sincère, car Oakey était bien connu à Sheffield ; elle et Sulley avaient déjà des billets pour voir Human League lors de l'étape  de Doncaster.[réf. nécessaire]
Catherall et Sulley ont immédiatement accepté l'offre, bien qu'elles n'aient aucune expérience professionnelle de chant ni de danse.
Cependant, elles n'avaient que 17 et 18 ans et la décision finale concernant leur participation à la tournée appartenait à leurs parents.[réf. nécessaire] Ceux-ci n'étaient pas enchantés par cette idée et ont refusé leur consentement. Ils ont changé d'avis, à contrecœur, lorsque Oakey, avec sa coupe de cheveux asymétrique, son rouge à lèvres et ses chaussures à talons hauts, leur a rendu visite pour les convaincre que les filles ne courraient aucun risque.[réf. nécessaire]  L'école de Catherall et Sulley a également accepté  leur absence de quelques semaines, car pensant que visiter l'Europe serait instructif.[réf. nécessaire] 
La première tournée européenne de The Human League a débuté avec les deux jeunes recrues assignées à la danse et aux voix secondaires.[réf. nécessaire]  À ce stade, les filles  n'étaient que des invitées du groupe avec un salaire de 30 £ par semaine.
Bien que la tournée ait été un succès, le public était en grande partie hostile à Catherall et Sulley, car les fans avaient acheté des billets pour la formation originale entièrement masculine.[réf. nécessaire] Catherall se souvient avoir esquivé plusieurs canettes de bière lancées sur elle pendant la tournée et avoir souvent été  huée.
Durant cette tournée, Oakey avait expérimenté la voix des filles sur un certain nombre de morceaux originaux et avait été impressionné par les résultats ; ainsi que par leurs professionnalisme et détermination.[réf. nécessaire]
À leur retour à Sheffield, en décembre 1980, les deux filles sont devenues membres à part entière de Human League.

## 1981 et la sortie de "Dare"
Après la tournée, Catherall et Sulley sont retournés à l'école à temps plein tandis que Wright et Oakey se sont mis à composer et écrire des chansons.[réf. nécessaire] La nouvelle formation, Sulley, Oakey, Catherall et Wright, a commencé à gagner du terrain au début de 1981 avec la sortie du single « Boys and Girls » (en). Bien qu'il n'ait atteint que la 48e place des charts, c'était le single le plus réussi à ce moment. Les filles n'ont pas été impliquées dans la production, car la chanson a été écrite sans leur soutien et elles étaient occupées par l'école. Mais elles ont été présentées sur la pochette et dans des séances photos promotionnelles.
Peu de temps après « Boys and Girls », le groupe a recruté des musiciens professionnels, Ian Burden (en) et Jo Callis (en), ce qui a considérablement amélioré sa production.[réf. nécessaire]
Travaillant désormais avec un nouveau producteur, Martin Rushent, le single suivant du groupe, « Sound of the Crowd » (en), a été leur percée commerciale, devenant un hit du Top 20. C'était également le premier single à inclure les voix de Catherall et de Sulley. Le groupe a été invité à jouer dans le principal programme musical britannique de la BBC TV, Top of the Pops, avec seulement quelques heures de préavis.[réf. nécessaire]
Catherall n'a entendu parler de sa première apparition à la télévision que lorsque la mère de Sulley s'est précipitée pour les récupérer, elle et Sulley, à l'école au milieu des cours, pour les conduire aux studios de Londres.[réf. nécessaire]
À ce moment, les vidéoclips étaient devenus très populaires à la télévision. Encouragé par des promos filmées et des apparitions télévisées en direct, le groupe a commencé à personnaliser et affiner son apparence pour un public commercial. Catherall a adopté le maquillage frappant des yeux au khôl noir et un rouge à lèvres vif, devenus sa marque de fabrique au début des années 1980.[réf. nécessaire]
Le groupe a atteint le Top Dix avec ses deux singles suivants, « Love Action » (en) et « Open Your Heart » (en). En octobre 1981, le groupe sort son troisième album studio " Dare ". À ce moment-là, Human League est en plein essor, devenant extrêmement populaire auprès du grand public britannique.

## Sortie de "Don't You Want Me"
À la mi-novembre 1981, alors que Human League était bien connu du public et que les ventes de l'album Dare montaient en flèche, Virgin Records décida de sortir un autre single issu de Dare . Oakey avait toujours détesté le morceau « Don't You Want Me ». Virgin Records était plus confiant ; ils ont commandé une vidéo promotionnelle coûteuse et élaborée pour accompagner la sortie de « Don't You Want Me ».
Tourné sur pellicule 35 mm plutôt que sur bande vidéo, le film promotionnel a été réalisé fin novembre 1981 à Slough, dans le Berkshire. Le scénario était « un tournage pour un film de  de meurtre mystérieux » et les paroles étaient un duo conflictuel entre Oakey et Sulley, avec les chœurs de Catherall.[réf. nécessaire]
Diffusée pour la première fois en décembre 1981, la vidéo a été fréquemment vue à la télévision britannique. La scène d'ouverture, mémorable, montre Catherall dans un manteau de fourrure, debout au coin d'une route de campagne.[réf. nécessaire] La nuit est glaciale et elle est entourée de tourbillons de brume , accompagnée par les accords caverneux de l'intro. Les effets de la musique et des paroles émotionnelles, de même que les qualités de la production cinématographique, ont contribué à propulser « Don't You Want Me » à la première place du classement britannique.[réf. nécessaire]
1981 a également vu le lancement de la chaîne de télévision câblée MTV aux États-Unis. Cependant, la chaîne était limitée par la faible disponibilité de clips vidéos, ceux-ci étant un média récent. La syndication par Virgin Records  de « Don't You Want Me » sur MTV, et la diffusion qui s'est ensuivie, ont fait connaître The Human League au public américain. L'intérêt suscité a incité Virgin Records à sortir "Dare "aux États-Unis, tandis que "Don't You Want Me" est monté au premier rang des charts américains, aidé par la vidéo promotionnelle.[réf. nécessaire]

## Reste des années 1980
En 1982, fort du succès de Dare, The Human League se lance dans une tournée internationale. La tournée terminée, le groupe est retourné en studio d'enregistrement pour préparer la suite de Dare. En novembre 1982, le single « Mirror Man » (en), inspiré de Motown, atteint le deuxième place dans les charts britanniques. Six mois plus tard, le groupe sort le single « (Keep Feeling) Fascination » (en). Soutenu par une vidéo promotionnelle, ce single a également atteint la deuxième place au Royaume-Uni et la huitième place aux États-Unis.[réf. nécessaire]
Cependant, après cela, les séances d'enregistrement de leur album suivant sont devenues tendues et le producteur Martin Rushent quitte le projet, tout comme le producteur ultérieur Chris Thomas.[réf. nécessaire] Ils ont été remplacés par le producteur Hugh Padgham, et Hysteria est sorti à la mi-1984, trois ans après Dare . Bien qu'il soit entré à la troisième place dans les charts , l'album n'a pas réussi à égaler le succès de Dare et en a rapidement disparu.[réf. nécessaire]
Alors qu'Oakey travaillait sur des projets parallèles, des rumeurs selon lesquelles le groupe s'était séparé  ont été perpétuées par la presse.[réf. nécessaire] Cependant, en 1986, Virgin Records associe à The Human League l'équipe de production américaine Jimmy Jam et Terry Lewis. Le groupe s'est rendu aux États-Unis pour enregistrer. Des tensions créatives, tant au sein du groupe qu'avec l'équipe de production, y  ont perturbé leur séjour. Sulley et Catherall, qui s'étaient heureusement déchargées de toute responsabilité créative en 1981, furent épargnées par les querelles mais étaient nostalgiques et malheureuses aux États-Unis. Sur le plan créatif, les enregistrements américains se sont terminés dans l'amertume mais pas dans un désastre complet.[réf. nécessaire]
Le single « Human » est sorti en août 1986. Une ballade sur la séparation et l'infidélité, qui a mit le plus en exergue la voix de Catherall dans tous les singles de Human League. La vidéo promotionnelle était typique du lustre du milieu des années 1980 et le single a atteint la première place aux États-Unis et la huitième au Royaume-Uni. L'album suivant, Crash (en), est issu des sessions de Jam et Lewis et a atteint la septième place au Royaume-Uni.

## Années 1990
The Human League s'est à nouveau réuni pour son album de 1990 Romantic?, dans lequel Catherall a contribué au chant. Mais l'album n'a pas été bien reçu, se classant à peine dans les charts et recevant peu de soutien critique. À ce moment-là, The Human League était uniquement composée de Catherall, Philip Oakey et Sulley, accompagnés de musiciens.
The Human League signe avec un nouveau label, EastWest (en) Records. En utilisant du matériel rejeté par Virgin et du nouveau écrit par Oakey et Sutton, le groupe a sorti un nouvel album studio en 1995. Propulsé par quelques singles radiophoniques, Octopus (en) a ramené le groupe dans le top 10 britannique pour la première fois depuis les années 1980. Après que le groupe ait joué dans plusieurs émissions musicales télévisées britanniques, divers talk-shows ont souhaité les interviewer. À une occasion, lors d'une interview dans l'émission This Morning (en) sur ITV, l'animateur Richard Madeley (en) a fait l'erreur de dire aux téléspectateurs que le groupe faisait un « retour dans les années 80 », ce qui a poussé Catherall, irritée, à répondre : « Nous n'avons jamais cessé de travailler, nous n'avons jamais été absents ! » 

## Vie personnelle
Catherall et Philip Oakey ont eu une relation. Ils se séparent à l'amiable après plusieurs années, restant amis et collègues. Catherall s'est ensuite mariée. Parfois, les médias britanniques ont rapporté, à tort, que Catherall et Oakey s'étaient mariés[réf. nécessaire].
En 1997, Joanne Catherall  a donné naissance à un fils nommé Elliot. Elle est le seul membre du trio à avoir des enfants[réf. nécessaire].

## Cinéma et télévision
- 1999 Hunting Venus (en) (Buffalo Films, D. Martin Clunes (en)) – Elle-même
- 2007 VH1 – Présentatrice

## Récompenses
- 1982 BRIT Awards – (sous le nom de « The Human League ») – « Meilleur artiste britannique à succès »
- 2004 Q Awards – (sous le nom de « The Human League ») – « Le prix Q de l'innovation sonore »
- Nommé aux Grammy Awards en 1982 pour le meilleur groupe international (sous le nom de « The Human League »)

## Lectures complémentaires
- Ross, Alaska. The Story of a Band Called the Human League, Proteus, juillet 1982 (ISBN 978-0-86276-103-5)